# Rempang Cate
Rempang Cate is een bestuurslaag in het regentschap Batam van de provincie Riau-archipel, Indonesië. Rempang Cate telt 2983 inwoners (volkstelling 2010).